# Kojen
Kojen (Coio, Coyen) – polski herb szlachecki z nobilitacji.

## Opis herbu
Opis zgodnie z klasycznymi regułami blazonowania:
W polu srebrnym skos złoty, obarczony ostrzewią czarną w skos. Nad nim i pod nim takież trąby myśliwskie z nabiciami i nawiązaniami złotymi.
W klejnocie ostrzew jak w godle.
Labry: czarne, podbite złotem.

## Najwcześniejsze wzmianki
Nadany Benedyktowi Coio, ławnikowi toruńskiemu, 11 lutego 1577.

## Herbowni
Brecheis, Daniusiewicz, Kojen - Coio - Coyen, Kolasiński, Kolesiński.